# Kitsuné Music
Kitsuné Music is een Frans electro label opgericht in 2002. Het maakt deel uit van het Kitsuné Fashion Label, opgericht door Gildas Loaëc (Roulé), Patrick Lacey, Masaya Kuroki, Benjamin Reichen, Kajsa Ståhl en Maki Suzuki.
Bekende artiesten die onder contract staan bij het label zijn, Digitalism, Simian Mobile Disco, Two Door Cinema Club, Bloc Party, Hot Chip en Crystal Fighters.

## Artiesten
- autoKratz
- Alan Braxe
- Bloc Party
- Boys Noize
- Crystal Fighters
- Cut Copy
- Digitalism
- Fischerspooner
- Fox N Wolf
- Guns'N'Bombs
- Hadouken!
- Hot Chip
- Klaxons
- Phones (Paul Epworth)
- Rex The Dog
- Simian Mobile Disco
- The Teenagers
- Thieves Like Us
- Two Door Cinema Club
- VHS Or Beta
- Yelle
- You Love Her Coz Shes Dead
- Zongamin